# Acianthera herzogii
Acianthera herzogii är en orkidéart som först beskrevs av Rudolf Schlechter, och fick sitt nu gällande namn av Norbert Baumbach. Acianthera herzogii ingår i släktet Acianthera och familjen orkidéer. Inga underarter finns listade i Catalogue of Life.